# Rugby à XIII en Grèce

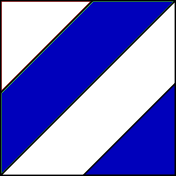
Couleurs utilisées par l'équipe nationale grecque de rugby

Le rugby à XIII en Grèce remonte à 2003 quand Colin Mylonas a tenté pour la première fois de mettre en place une fédération grecque de rugby à XIII.
Depuis 2003, il y a eu peu d'activité autour du rugby à XIII. Seules quelques tentatives eurent lieu sur l'île de Rhodes grâce aux grecs d'Australie du club des Colosses de Rhodes.
En 2012, il se met en place pour la première fois, un championnat d'Attique de rugby à XIII rassemblant trois équipes de l'agglomération Athénienne.
C'est la première compétition mise en place autour du rugby à XIII.
Le rugby n'a pas encore de fédération officielle, mais le rugby à XIII ne cesse de se développer grâce au temps et aux initiatives de quelques personnes qui tentent d'interpeller les instances internationales et des formateurs extérieurs.
Trois clubs d'Attique participent au premier championnat local avec Promitheas, AEK Palias Kokkinias et Pegasos.
Puis viennent au rugby à XIII, les équipes de Patras Aiolos (origine du rugby à XV), Rhodes Rugby Unity (anciennement Colosses), Neapoli Lakonias (Péloponnèse) et enfin Aris Petroupoli d'Athènes.
Début 2013, ce sont sept équipes de rugby à XIII qui défendent les couleurs du rugby à treize en Grèce.

## Un lien particulier avec l'Australie
L'Australie a accueilli de nombreux émigrants grecs, or il s'agit d'un pays dans lequel le rugby à XIII est un sport roi.
Pour favoriser leur intégration, les grecs nouvellement arrivés se sont donc mis à ce sport et même créé un club dans la banlieue de Sydney, dans les années 1970. 

## Compétitions
Aucune compétition reconnue n'a été identifiée depuis 2007. Quelques matches ont eu lieu dans le cadre de l'activité de l'équipe nationale de Grèce de rugby à XIII.
La saison 2012-2013 est la première saison où une compétition se met en place.
Il s'agit du championnat d'Attique de rugby à XIII.
Il regroupe trois équipes établies dans l'agglomération athénienne et se rencontrent en matches aller-retour.
- 27/10/2012 AEKK-Promitheas 14-12
- 10/11/2012 Promitheas-Pegasus 56-34
- 24/11/2012 Pegasus-AEKK 60-24
- 9/12/2012 Promitheas-AEKK 40-18
- 26/1/2013 Pegasus-Promitheas 28-44
- 23/2/2013 AEKK-Pegasus 44-42

## Classement championnat d'Attique
| Rang | Club                 | J | V | N | D | Pm  | Pe  | Diff | Pts |
| ---- | -------------------- | - | - | - | - | --- | --- | ---- | --- |
| 1    | Promitheas           | 4 | 3 | 0 | 1 | 152 | 96  | +56  | 9   |
| 2    | Pegasos              | 3 | 1 | 0 | 2 | 122 | 124 | -2   | 4   |
| 3    | AEK Palias Kokkinias | 3 | 1 | 0 | 2 | 56  | 112 | -56  | 3   |

|  | Champion d'Attique (no 1). |
|  | {{{relégation1}}}          |

Attribution des points : victoire : 3, match nul : 2, défaite : 1, 
Règles de classement : Point de bonus offensif/défensif pour +24/-24 points de différence 

Le 9 février 2013 a lieu un championnat non officiel de rugby à 7 (rugby à XIII) incluant les équipes de Promitheas, AEK Palias Kokkinias et Nea Poli Lakonias. 
Promitheas remporte le tournoi.

## Équipes de clubs
| AEKK Promitheas Pegasus RRU Aiolos Nea Poli Lakonias Aris |

| Équipe              | Stade                 | Capacité | Ville, Comté          |
| ------------------- | --------------------- | -------- | --------------------- |
| Promitheas          | -                     |          | Rendi, Athènes        |
| AEKK                | -                     |          | Rendi,Athènes         |
| Pegasus             | -                     |          | Néos Kósmos (Athènes) |
| Rhodian Rugby Unity | Stade Paradeisi       |          | Rhodes                |
| Aiolos Patras       | Stade Pampelonnosiako |          | Patras                |
| Neapoli Lakonias    | Stade Neapoli         |          | Néapoli               |
| Aris Petroupoli     | -                     |          | Petroupoli, Athènes   |